# Unionskirche, Idstein

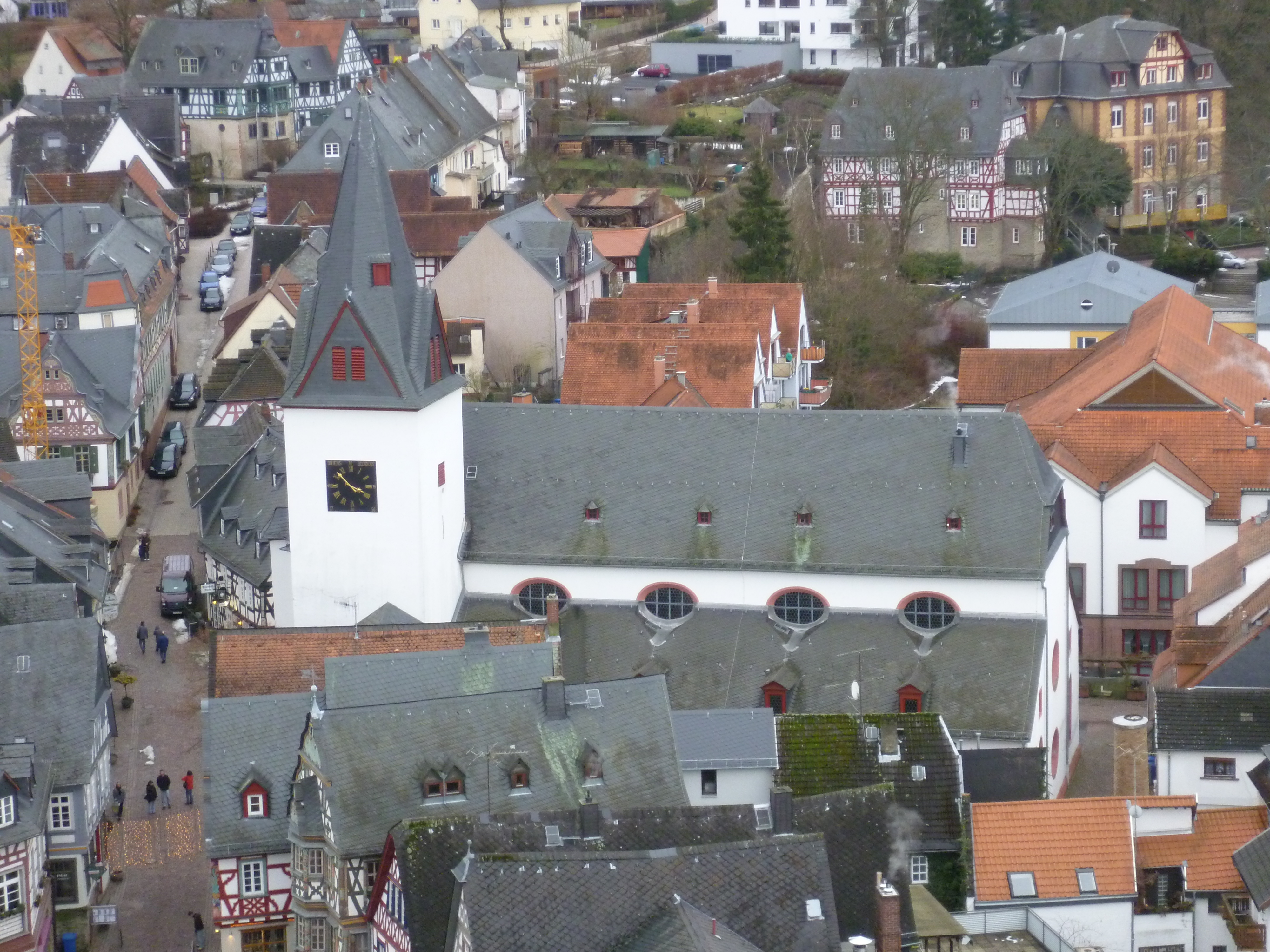
Unionskirche i Idstein, sedd från Häxtornet.

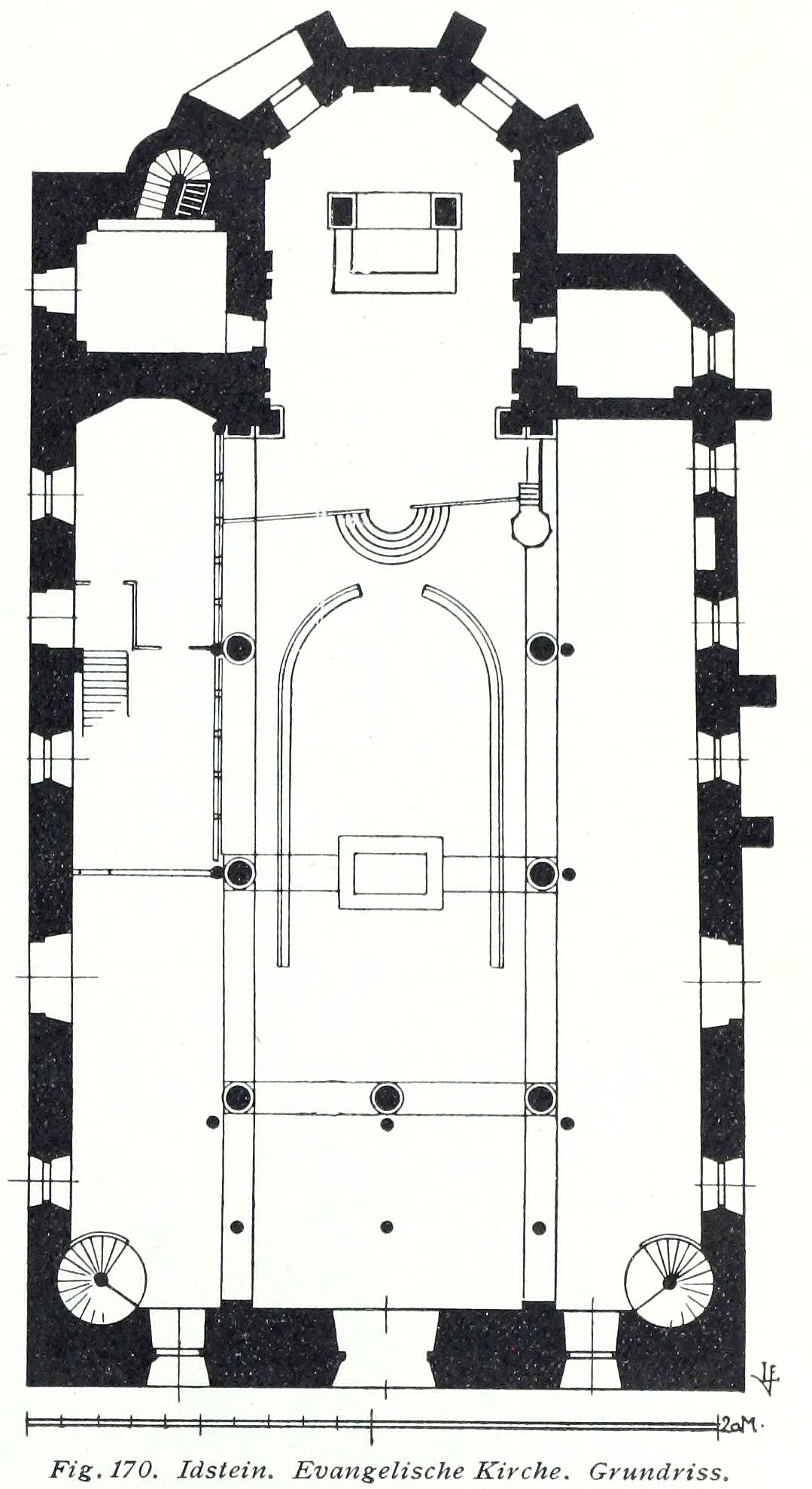
Kyrkans golv 1914

Unionskirche (Unionskyrkan) är den aktiva protestantiska församlingskyrkan i Idstein, en stad i distriktet Rheingau-Taunus-Kreis i den tyska delstaten Hessen. I Idstein bodde grevarna av Nassau. Kyrkobyggnaden i centrum av den historiska Altstadt (gamla stan) går tillbaka till 1300-talet när den byggdes som en kollegiatkyrka. Den blev luthersk under reformationen. Dess interiör anpassades på 1600-talet för att bli en luthersk Predigt- und Hofkirche (predikans- och hovkyrka). Den mest framträdande utsmyckningen i kyrkan är en serie med 38 målning av den flamländske målaren Michael Angelo Immenraedt, en exponent för flamländskt barockmåleri, och andra. De följer ett program med bibliska scener. Kyrkan fick namnet Unionskirche 1917 för att fira föreningen av de lutherska och reformerade protestanterna i hertigdömet Nassau i augusti 1817, den första i sitt slag (före Preussiska unionen i september samma år). Unionskirche är ett erkänt monument enligt Haagkonventionen för skydd av kulturegendom i händelse av väpnade konflikter. Den används av den protestantiska församlingen och är öppen för andra institutioner som konsertlokal, inklusive konserter av Rheingau Musik Festival. Den har en orgel byggd 1912 av Walcker Orgelbau och orgeln har behållit det utseende den hade 1783.
Kyrkan restaurerades från 2012 till 2017, färdigställd i 500 år sedan reformationen och 200 år sedan unionen. Restaureringen belönades med Hessischer Denkmalschutzpreis (priset för bevarande av hessiska monument).

## Historia

### Sankt Martins kollegiatkyrka
Rester i tornet, som ligger norr om koret, visar att en romansk kyrka funnits före 1287 på samma plats. Den nuvarande byggnaden uppfördes från 1330 till 1350 under Gerlach, greve av Nassau, som en kollegial kyrka för en högskola med sex kaniker, grundad 1333. Kollegiet och kyrkan var tillägnad St. Martin.

### Protestantisk kyrka
Idstein blev lutherans under reformationen. Efter trettioåriga kriget förvandlades kyrkan till en representativ barock Predigt- und Hofkirche (predikans- och hovkyrka) av greve Johann av Nassau-Idstein. Omstruktureringen? varade från 1665 till 1677. Medan långhuset behölls byggdes kyrkan ut mot väster och väggarna höjdes, vilket resulterade i plattare tak. De flesta av pelarna togs bort, ovala fönster installerades i kyrkogården och portalerna rundades. Arnold Harnisch (Mainz) och Hans Martin Sattler (Idstein) tog bort valven och byggde marmorarkader. Gallerier installerades på tre sidor 1675.

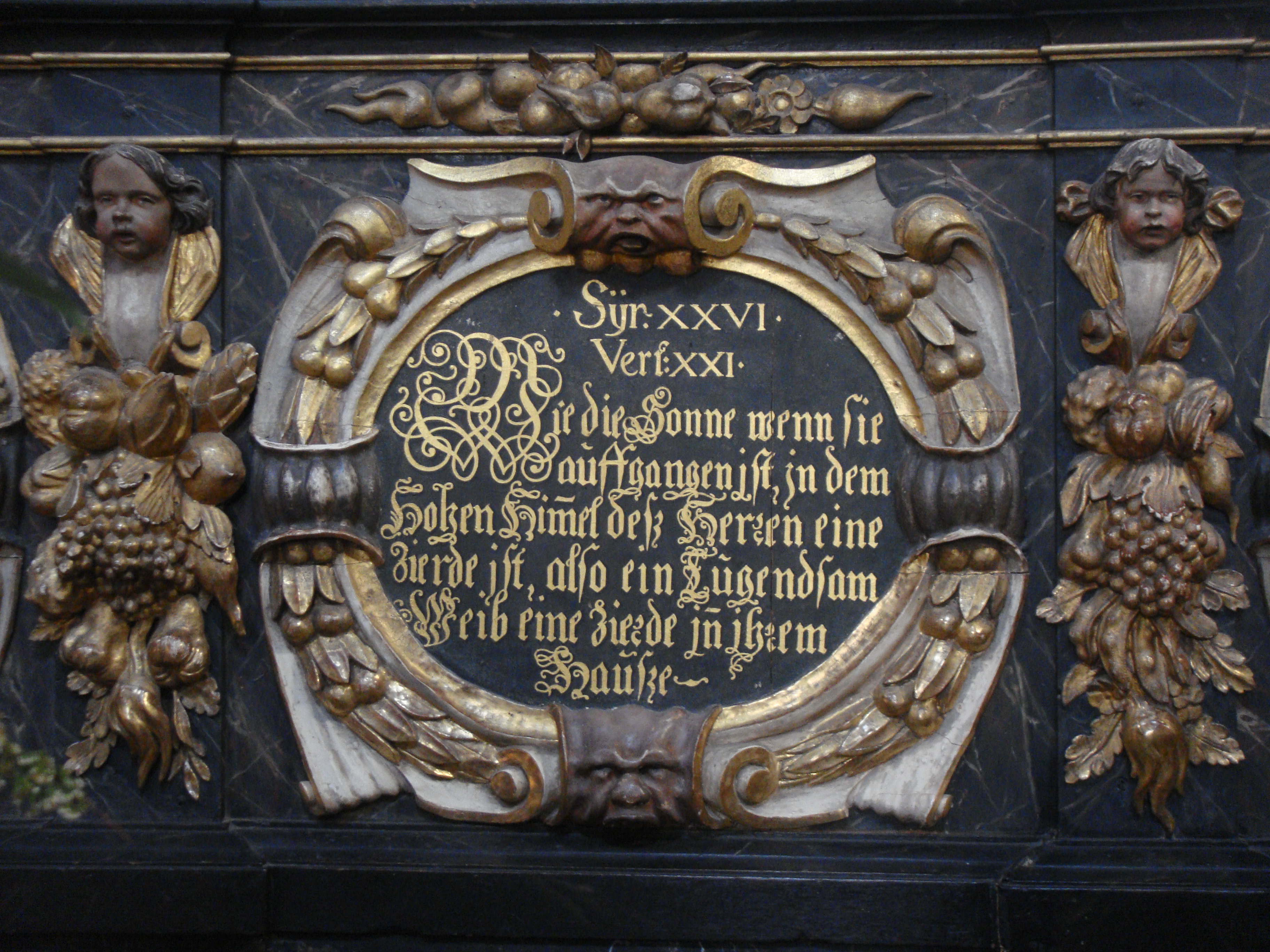
Plaque på en balustrad.

Det fanns reserverade platser för vissa högre samhällsmedlemmar i kunglig regering, kommunal regering, administration, rättsvetenskap, presiderande roller och medborgarna (Herrschafts-, Rats-, Sekretär-, Gerichts-, Vorsteher-, Bürgerstuhl). Plattor på respektive balustrader visar bibliska citat som är relevanta för positionen.
1714 höjdes tornet och 1830 tillkom en åttakantig spira med gavlar. 1725 lades till takkupor för att ge bättre belysning för galleriet.

## Målningar
Ett unikt inslag i kyrkan är 38 oljemålningar, som helt täcker taket i långhuset och den övre delen av väggarna. Denna användning av målningar som ett arkitektoniskt inslag är ovanligt för en protestantisk kyrka. Målningarna, uteslutande om bibliska ämnen, skapades från 1673 till 1678 av Michael Angelo Immenraedt från Antwerpen och hans assistent Johannes Melchior Bencard. Tre målningar är baserade på design av Joachim von Sandrart, och fem avrättades? av hans brorson Johann von Sandrart.  Flera målningar är baserade på välkända verk av Rubens. Till exempel, The Wedding at Cana på södra väggen visar likhet med Rubens målning The Feast of Herodes, som idag hänger i Scottish National Gallery i Edinburgh.
Sekvensen av målningar syftar till att berätta bibliska berättelser för en delvis analfabet församling. De bibliska gestalterna är avbildade i höviska barockplagg. Målningen Heimsuchung (Besök) visar Maria anlända med en tjänare som bär hennes bagage på sitt huvud. Hennes kusin Elizabeth bor i ett boende med en formell trädgård i bakgrunden. Johann av Nassau-Idstein hade en formell trädgård vid Idsteins bostadspalats, som påbörjades 1646. Ämnen för målningarna i takets mittrad är, från altaret till baksidan: Verklärung Christi am Tabor (Kristi förklarings dag), Kreuzaufrichtung (Korsets höjd), Auferstehung (Uppståndelse), Kreuzabnahme (Nertagning från korset), Himmelfahrt (Kristi himmelsfärd), och Johannes auf Patmos sieht den Himmel offen und die Engel mit dem Evangelium, svenska "Johannes från Patmos ser himlen öppen och änglarna med evangeliet".

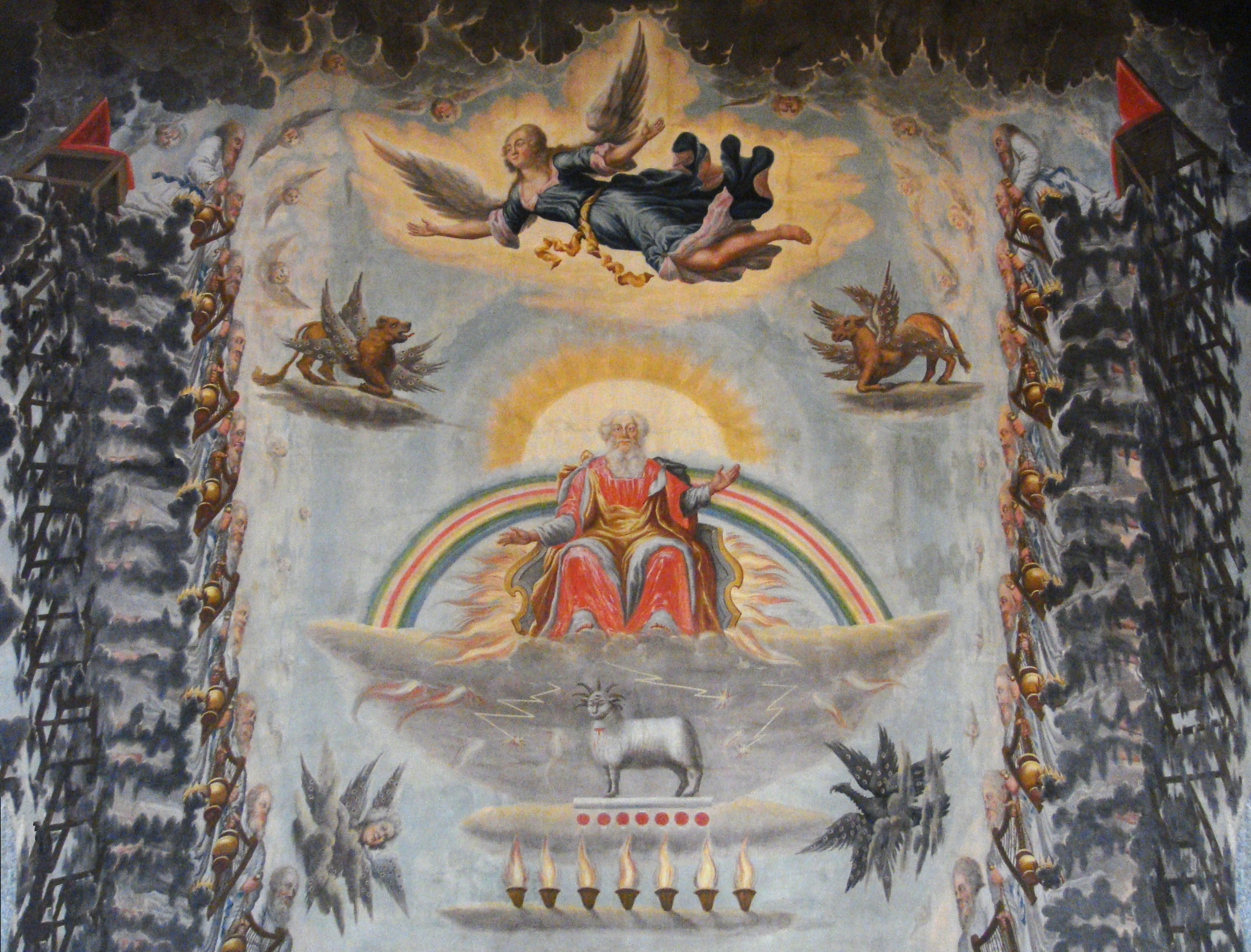
Taket ovanför altaret, föreställande en vision från Uppenbarelseboken.

Marmoraltaret byggdes 1676 av Arnold Harnisch. Den visar en målning av nattvarden från slutet av 1600-talet. Marmorpredikstolen restes 1673 av Christian Gaßmann och dopfunten, även den av marmor, 1675 av Martin Sattler. 
Greve Johann, ökänd för sin förföljelse av häxor (Hexenverfolgung) så sent som 1676, dog kort innan återuppbyggnaden av kyrkan var klar. Franz Matthias Hiernle konstruerade ett epitafium för Georg August Samuel von Nassau-Idstein, hans hustru Henriette Dorothea och deras barn, som ligger begravda där. Den designades av Maximilian von Welsch och placerades till vänster om altaret.
George Frideric Handel satte samma bibliska passage till musik som Värdigt är lammet, för att avsluta sitt oratorium Messias. 1726 installerades dekorativa träpelare i form av palmer. Gallret som skiljer det upphöjda koret gjordes av Johann Urban Zais. 
Två kristallkronor hänger ovanför huvudgången. De är från tidigt 1800-tal och installerades ursprungligen i det gamla Kurhaus Wiesbaden.

Målningar före restaureringen:

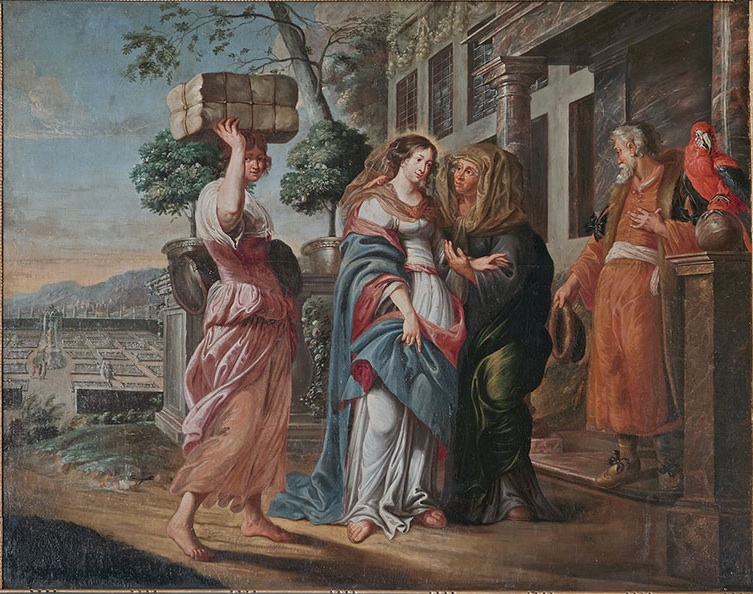
Jungfru Marie besökelse
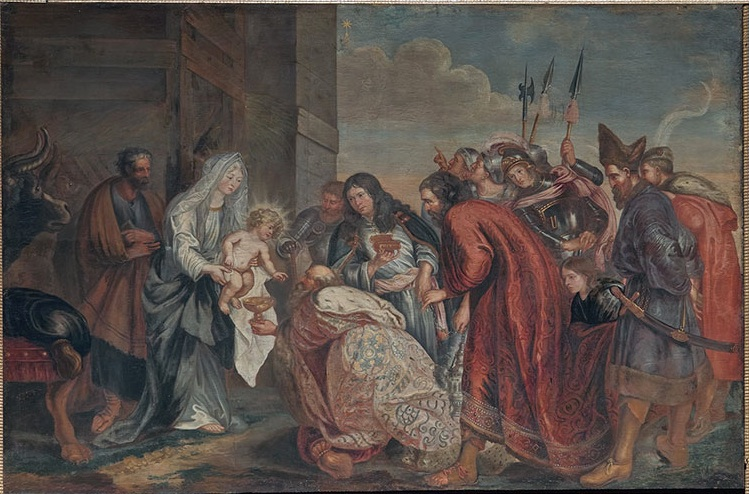
Konungarnas tillbedjan
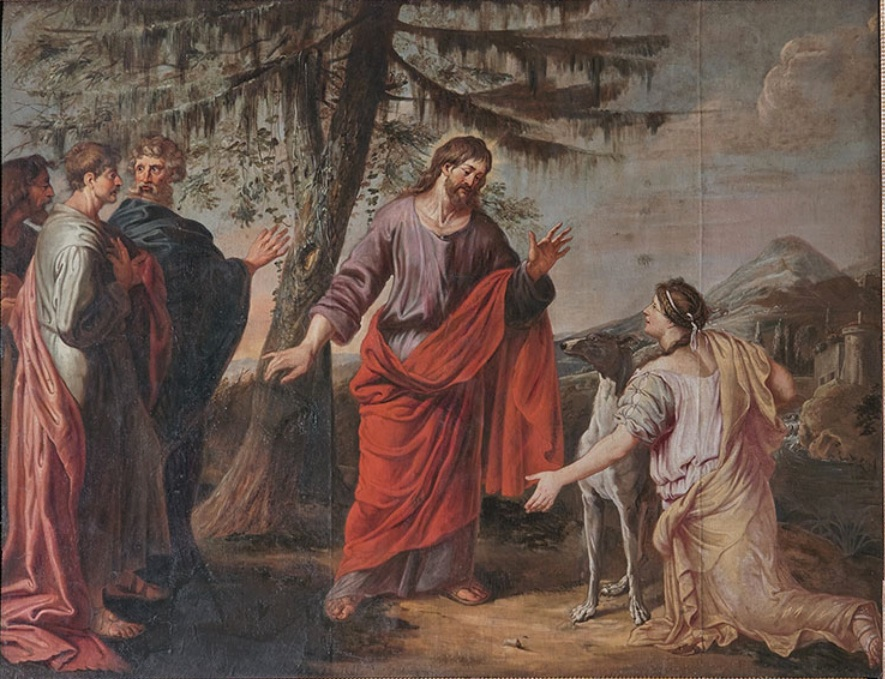
Exorcism av den syrofeniciska kvinnans dotter

Målningar efter restaureringen, 2017:

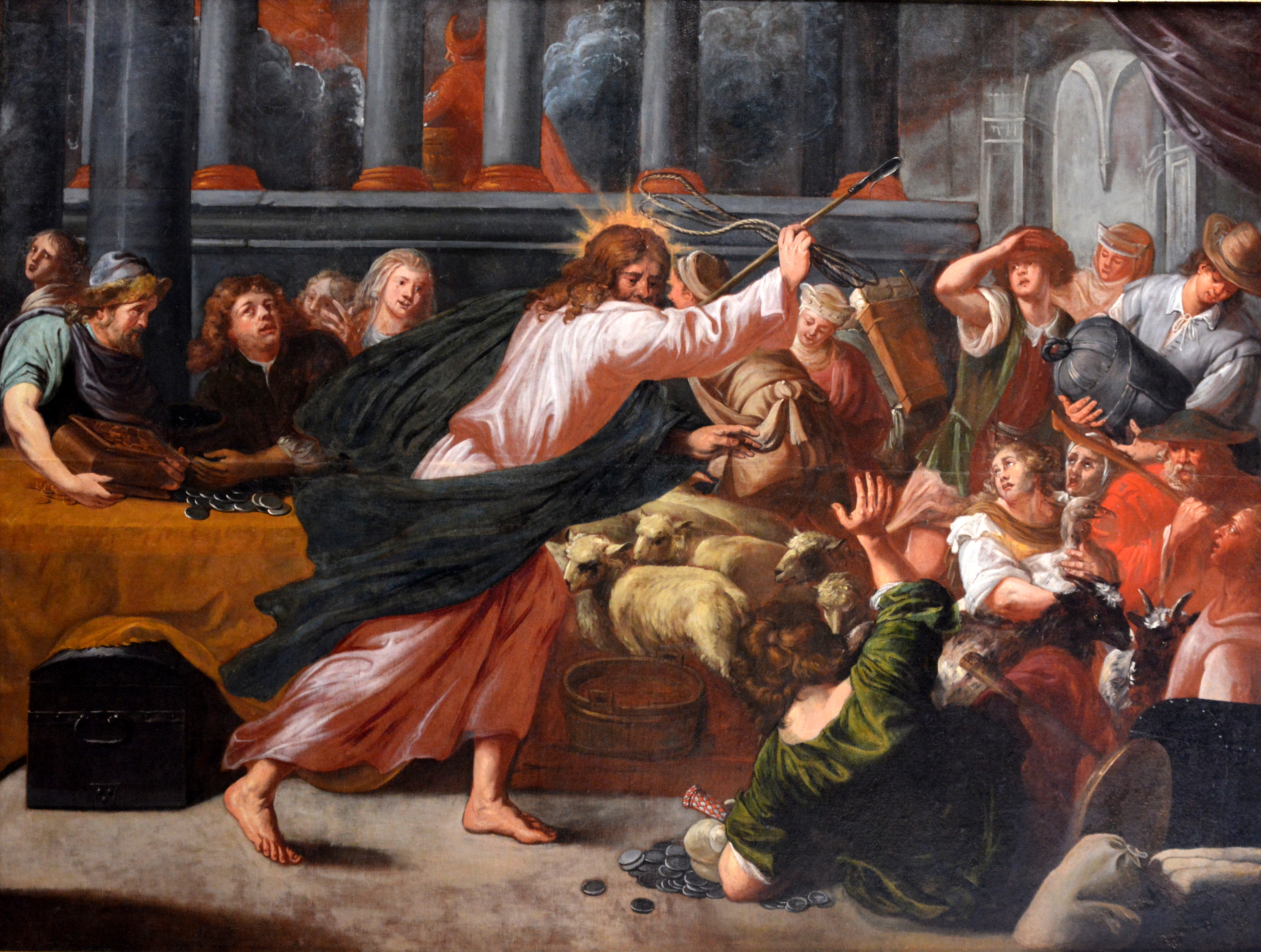
Jesus driver ut månglarna ur templet
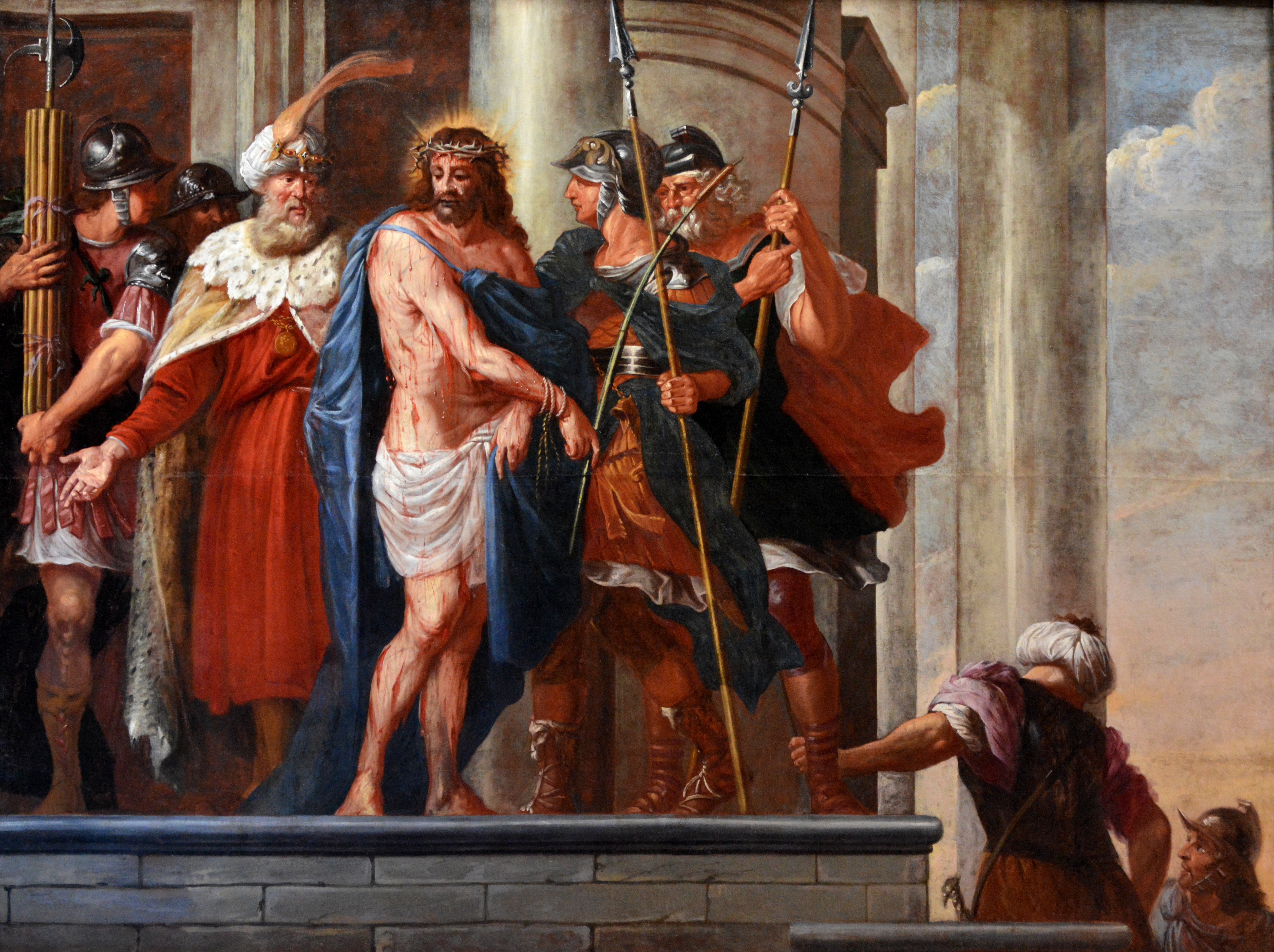
Ecce homo
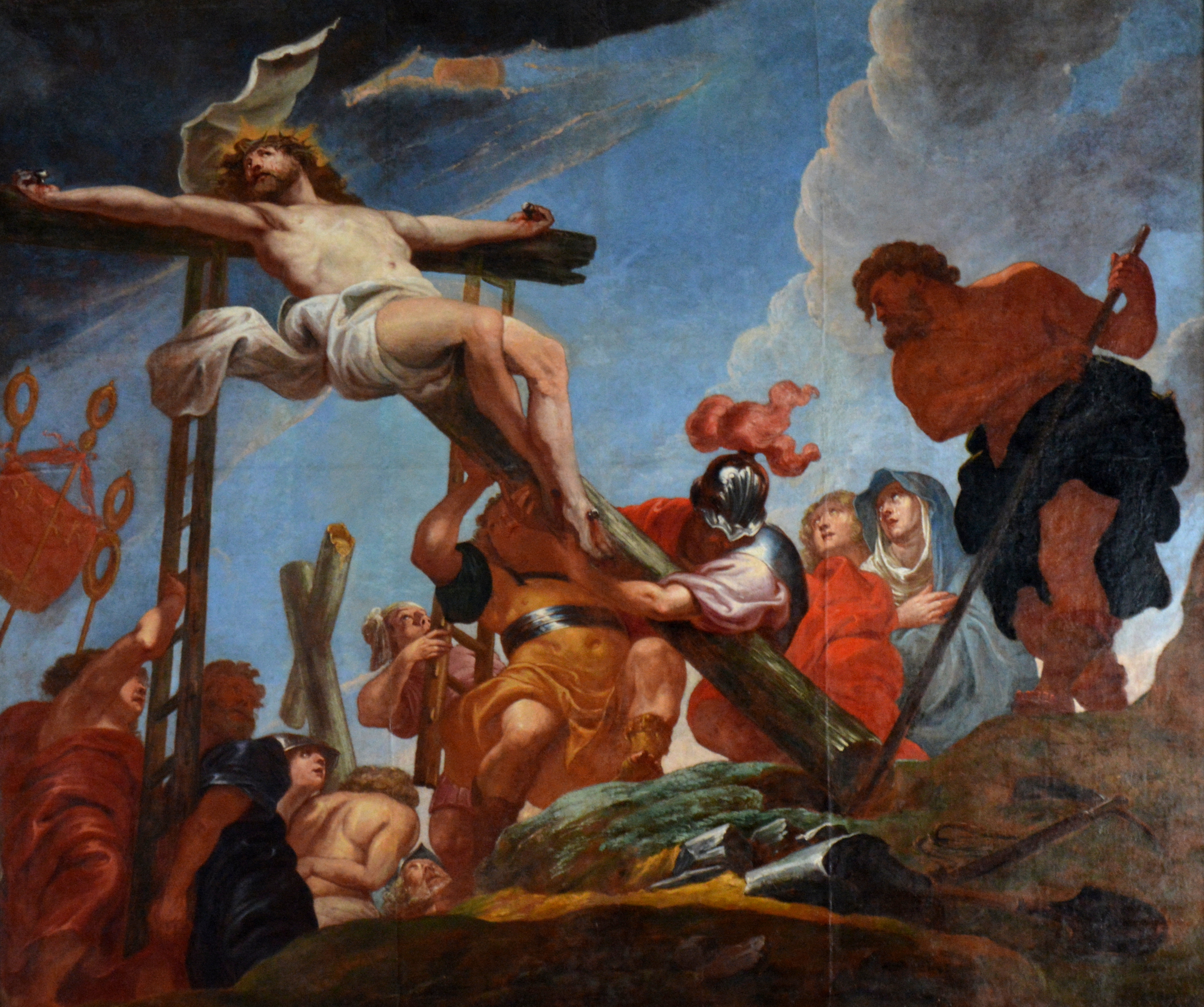
Korsnedtagningen

## Kyrkoförbund
Den protestantiska kyrkan kallades helt enkelt Stadtkirche (stadskyrkan). De få återstående katolikerna i Idstein tilläts inte hålla gudstjänster förrän 1806. De fick sedan rätten att använda Schlosskapelle (palatskapellet) fram till 1888, då de flyttade till sin egen kyrka. Stadtkirche döptes om till Unionskirche 1917 för att fira hundraårsdagen av föreningen av lutherska och reformerade protestanter i hertigdömet Nassau 1817 i den så kallade ”Nassauische Union”, för att bilda Evangelische Kirche in Nassau (protestantiska kyrkan i Nassau). Det var den första sådana föreningen i Tyskland, 300 år efter reformationen.

## Nutid
Tak över altaret efter restaureringen slutförd 2017
Kyrkan används av Evangelische Kirchengemeinde Idstein (protestantiska kongregationen av Idstein), en medlem av Evangelische Kirche i Hessen und Nassau. Det ligger i dagens gångtrafikområde i staden. Församlingen har stått på god ekumenisk fot med den katolska församlingen St. Martin. Regelbundna ökumenische Gottesdienste (ekumeniska gudstjänster) hålls den första söndagen i advent (St. Martin) och pingstmåndagen (Unionskirche).
Församlingen har deltagit i det civila partnerskapet mellan Idstein och Moshi, Kilimanjaro, grundat av Werner Schuster.

## Restaurering
Kyrkan genomgick restaurering från 2012 till 2017, då den firade 500 år sedan reformationen och 200 år sedan unionsförordningen. Restaureringen omfattade målningarna. År 2017 tilldelades församlingen Hessischer Denkmalschutzpreis (priset för bevarande av hessiska monument) från Landesamt für Denkmalpflege.

## Historisk bedömning
Landesamt für Denkmalpflege i Hessen, som tar hand om historiska monument i delstaten Hessen, noterar om Unionskirches inredning att den för det första följer principerna för ett protestantiskt koncept för kyrkodesign, som de först exemplifierades i Hofkirche zu Torgau i 1544, med Martin Luthers godkännande. För det andra är målningarna en distinkt del av arkitekturen, som ett sällsynt och jämförelsevis sent exempel på evangelische Laiendogmatik (protestantisk lekmannaundervisning) genom målning. Det är den första och förebådande oberoende kyrkobaserade kreativa strukturen (”erste und bedeutende eigenständige kirchliche Bauschöpfung”) i Nassau efter trettioåriga kriget.

## Musik

### Kyrkomusik

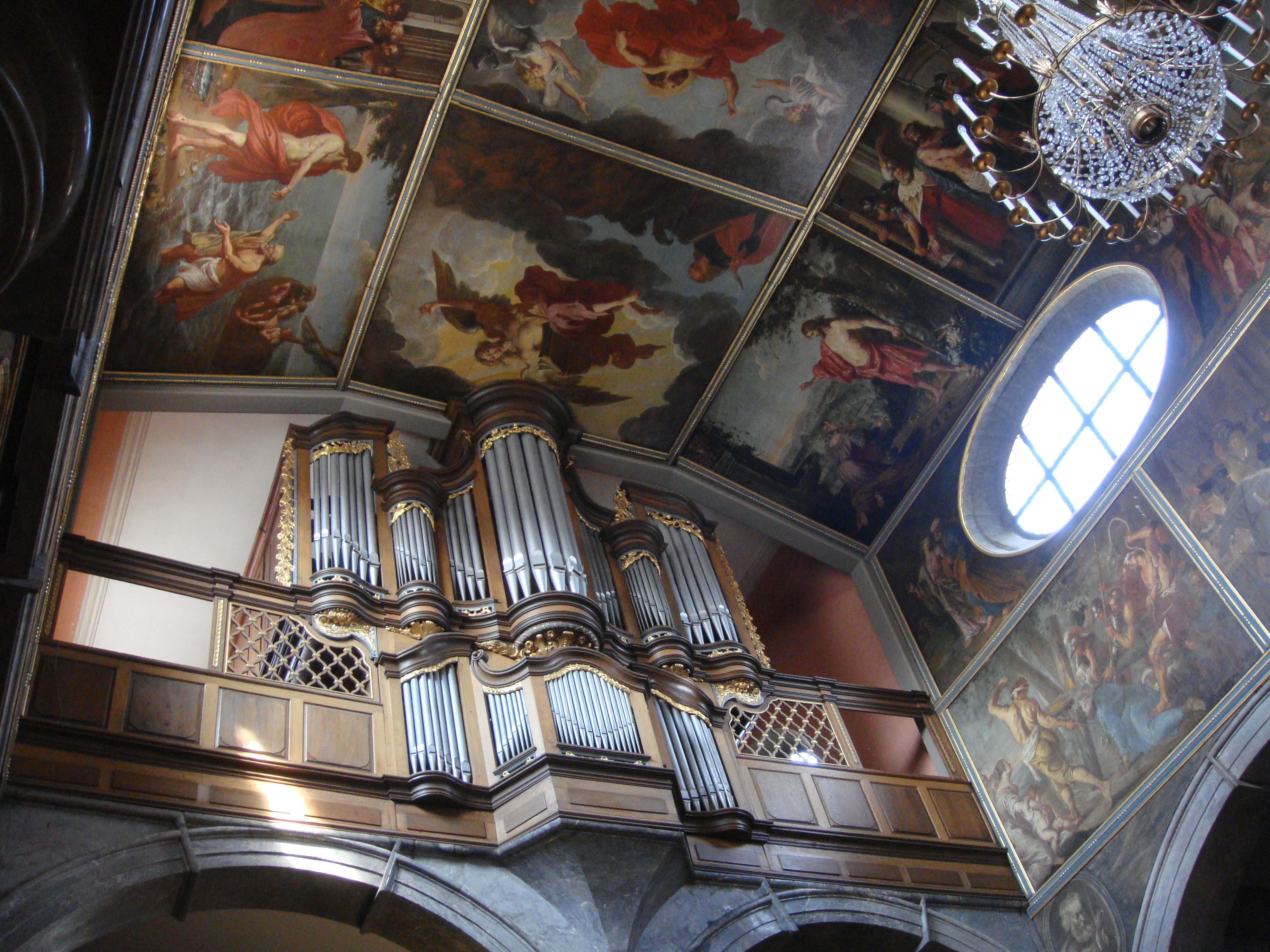
Walker-orgel i taket

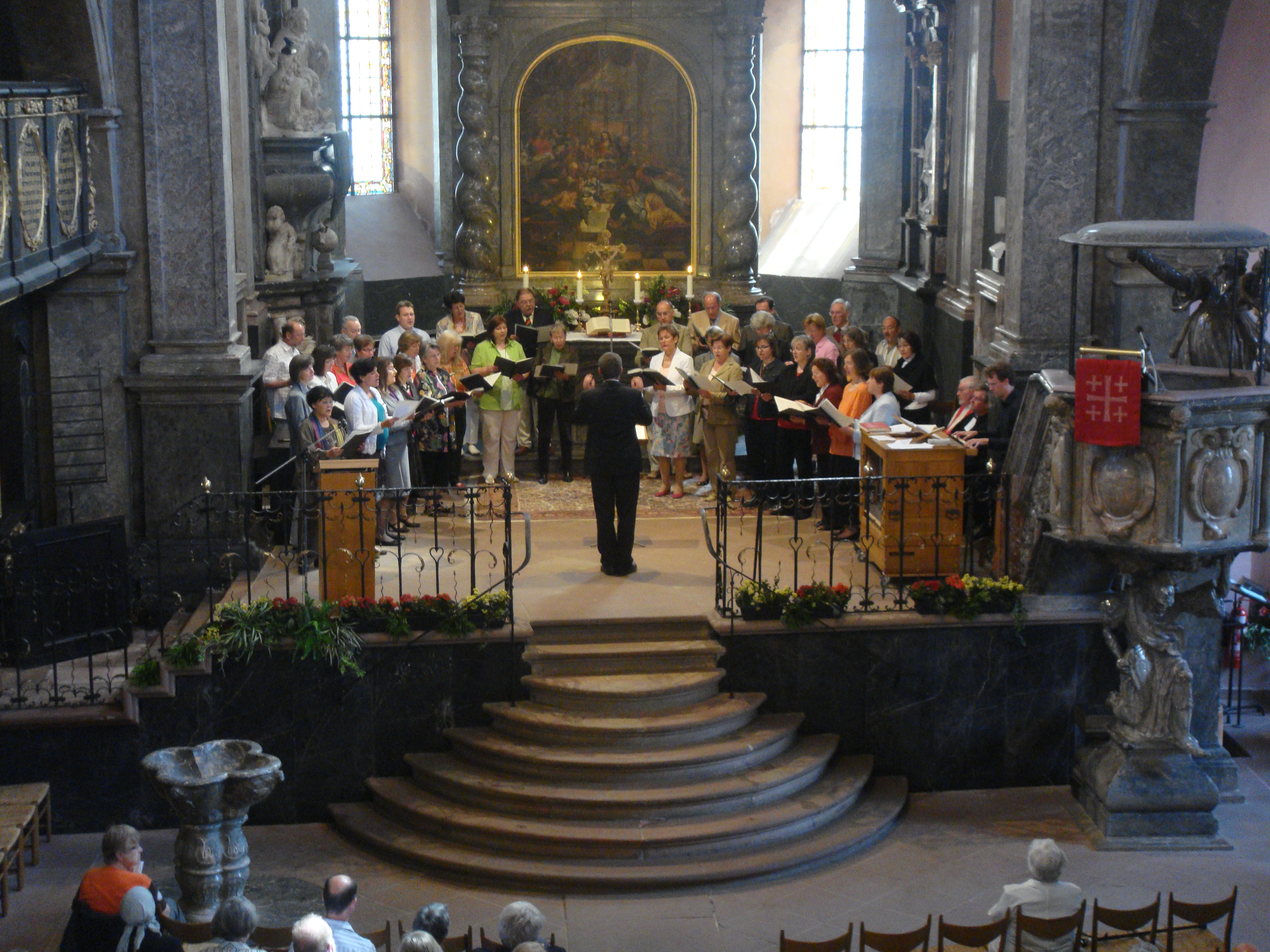
Chor St. Martin i den årliga ekumeniska gudstjänsten på pingstmåndagen 2010.

Orgeln, byggd 1783 av Stumm, ersattes 1912 av ett instrument från Walcker, men fick behålla sitt ålderdomliga utseende (Prospekt). Kyrkokören, under ledning av Edwin Müller, fick namnet Idsteiner Kantorei 1972 och började utföra två stora konserter om året, förutom gudstjänster och konserter i mindre kyrkor i regionen. Müller efterträddes 2003 av Carsten Koch, som också föreläste vid Musikhochschule Frankfurt. Andra musikaliska grupper vid Unionskirche är Kinderkantorei (barnkör), Jugendkantorei (ungdomskör), Gospelchor (gospelkör), Flötenensemble (blockflöjtsbesättning) och Posaunenchor (trombonkör).

## Konserter
Unionskirche har varit en mötesplats för Rheingau Musik Festival, speciellt för vokalmusik, såsom en konsert av Elizabeth Parcells och konserter av vokalensemblerna Chanticleer, ensemblen amarcord och Die Singphoniker. År 2000 hölls Idsteiner Bachtage som ett ekumeniskt samarbete mellan Unionskirche och St. Martin. Konserterna vid Unionskirche var Brandenburg Concertos, kantaten BWV 34 och Missa in A. 
Idsteiner Kantorei framför Bachs juloratorium, del IV–VI, den 9 december 2018.
Carsten Koch etablerade en serie symfonikonserter för den årliga Tag des offenen Denkmals (European Heritage Day), som började 2004 en cykel av Beethovens symfonier.
Den avslutades 2012 med den nionde symfonin. Denna konsert den 9 september, under en ”Jubiläumswoche der Kirchenmusik” (kyrkomusikens jubileumsvecka), var också en del av firandet av 100-årsjubileum med Walckerorgeln och 40 år med Idsteiner Kantorei.  Utöver den vanliga körrepertoaren har Koch valt sällan framförda verk som Schumanns Missa sacra den 9 november 2008. 2011 framförde kören Mendelssohns Lobgesang. 2017 ägnades den första konserten efter restaureringen åt samtida musik, inklusive Ola Gjeilos Sunrise Mass och Eric Whitacres Five Hebrew Love Songs. 2018 framfördes Bachs kompletta Juloratoriet i två konserter i ekumeniskt samarbete.